# Nicole Segaud
Pour les articles homonymes, voir Segaud.
 (juin 2020).
Si vous disposez d'ouvrages ou d'articles de référence ou si vous connaissez des sites web de qualité traitant du thème abordé ici, merci de compléter l'article en donnant les références utiles à sa vérifiabilité et en les liant à la section « Notes et références ».
Nicole Segaud est une ancienne actrice pornographique française, également connue sous d'autres pseudonymes, qui a tourné essentiellement entre 1975 et 1982 sous divers noms de scène, Helene Shirley, Nicole Andrea, Nicole Ginoux, Nicole Segaud, Nicole Segot, Nicole Seynaud, Shirley.

## Biographie
Son physique de « madame tout le monde » et le calme de son visage en font une figure à part de ce milieu. D'après Christophe Bier, elle avait « ce (discret) parfum de bourgeoisie qui faisait tout le charme transgressif de ses prestations hard » .
Son rôle dans La Femme objet, film au scénario inspiré de la légende du Docteur Frankenstein, fut particulièrement remarqué.
D'après Christophe Bier, elle était en 1980 la compagne de l'acteur Richard Allan.

## Filmographie

### Cinéma
- 1979 : Baby Love de Michel Caputo
- 1980 : La Bouche de Sophie de Michel Caputo : Elise
- 1980 : L'ouvreuse n'a pas de culotte de Michel Caputo : Anne
- 1980 : Moto Girl: Une petite chatte sur un engin brûlant de Pierre Unia : La fille
- 1980 : Petites filles pour grands vicieux d'Alain Payet : La fille
- 1980 : Veronica, adolescente aux goûts perverses de Michel Caputo : Clara
- 1980 : Les Mauvaises Rencontres de Marc Dorcel : Fabienne
- 1980 : Extases très particulières d'Alan Vydra : Nicole
- 1980 : Ça glisse par les deux trous de Michel Caputo : Mme Ledos
- 1980 : Secrétariat privé de Claude-Bernard Aubert : Maria
- 1980 : Maison de plaisir de Gérard Kikoïne : La cliente
- 1981 : La Femme objet de Claude Mulot : Sabine
- 1981 : Pasiones desenfrenedas de Zacarias Urbiola : Olga
- 1981 : La Décharge Victor...rieuse de Michel Caputo : Eva
- 1981 : Les Bas de soie noire de Claude Bernard-Aubert : Elisabeth
- 1981 : Happening d'Alan Vydra
- 1981 : L'École de l'amour de Claude Pierson : Bertha
- 1981 : Esclave pour couples de Claude Pierson : Olga
- 1981 : Patricia, petite fille mouillée de Michel Caputo : Alice Patrich
- 1981 : Les Uns dans les autres de Michel Caputo : Marina
- 1981 : Chattes frémissantes de Michel Caputo : La femme de Julio
- 1981 : Sophie, secrétaire experte en langues de Michel Caputo : Marie
- 1981 : Embrochez-moi par les deux trous de Michel Caputo : La femme de Paul
- 1981 : Blanche-Fesse et les Sept Mains de Michel Caputo : Blanche-Fesse
- 1982 : Viens, j'ai pas de culotte de Claude Pierson : La cousine d'Elvira
- 1982 : Ma mère me prostitue de Francis Leroi : Valérie
- 1982 : Sueca bisexual necesita semental de Ricard Reguant : Mirella
- 1982 : Les Pipes de Madame Saint-Claude de Michel Caputo : Madame Saint-Claude
- 1982 : Dames de compagnie de Claude Bernard-Aubert : Brigitte
- 1982 : La prof enseigne sans préservatif de Robert Renzulli : Florence Gauthier
- 1982 : Rêves de jeunes filles volages de Michel Caputo : Cathy
- 1983 : International Gigolo d' Andrei Feher : La comtesse Natacha
- 1983 : Les Amours cachées de Sylvie d'Alain Payet : Françoise
- 1984 : La Femme en spirale de Jean-François Davy : Charlotte
- 1984 : Lingeries fine et perverses de Jean-François Davy : Charlotte
- 1984 : Yoga de Jean-François Davy : Jacqueline Beaumatou
- 1986 : Le Fruit défendu de Jean-Luc Brunet : Chris / un modèle
- 1986 : Exigences très spéciales de Michel Caputo : Sophie